# Donje Leviće
Donje Leviće (en serbe cyrillique : Доње Левиће) est un village de Serbie situé dans la municipalité de Brus, district de Rasina. Au recensement de 2011, il comptait 52 habitants.

## Démographie
| 1948 | 1953 | 1961 | 1971 | 1981 | 1991 | 2002 | 2011 |
| ---- | ---- | ---- | ---- | ---- | ---- | ---- | ---- |
| 177  | 185  | 197  | 233  | 179  | 122  | 87   | 52   |

|  |